# 廖品逸
廖 品逸（りょう ひんいつ、リャオ・ピンイ、Liao Pinyi、2005年1月20日 - ）は、中華人民共和国の男子バドミントン選手。

## 経歴
2023年、世界ジュニア選手権では、張佳晗とのペアで混合ダブルスに出場。決勝では、ジュニアランク1位の朱一珺 / 黄可欣を21-10, 16-21, 24-22の接戦で勝利し、優勝となった。